# Kosmické těleso
Kosmické těleso (někdy též astronomické těleso nebo vesmírné těleso) je astronomický objekt, hmotné neživé těleso nacházející se v kosmickém prostoru. Kosmická tělesa mohou být přirozená nebo umělá (vyrobená člověkem).
Přirozené kosmické těleso je jediné, pevně spojené, gravitačně vázané celistvé těleso, u kterého lze definovat jeho přesné hranice. Někdy se pro přirozené kosmické těleso používá i pojem nebeské těleso (především pro astronomické účely).
Umělé kosmické těleso je objekt vytvořený člověkem,  nepočítá se mezi ně tzv. kosmické smetí. 

## Rozdělení kosmických těles

### Přirozená
- hvězda a její různé druhy

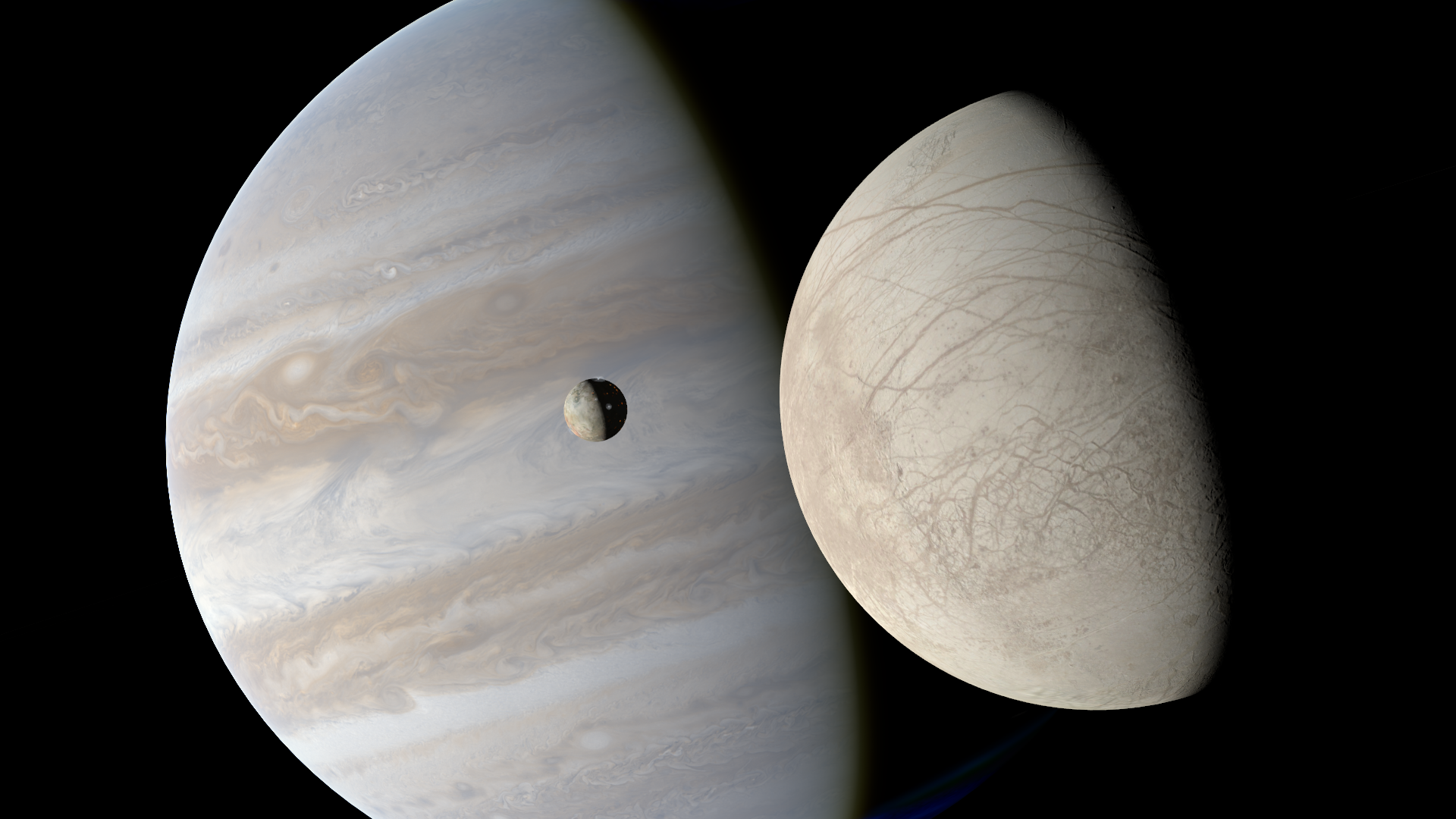
Planeta Jupiter, měsíce Io a Europa

- planeta/exoplaneta a její různé druhy (např. trpasličí planeta)
- měsíc
- asteroid (planetka)
- meteoroid
- kometa

### Umělá

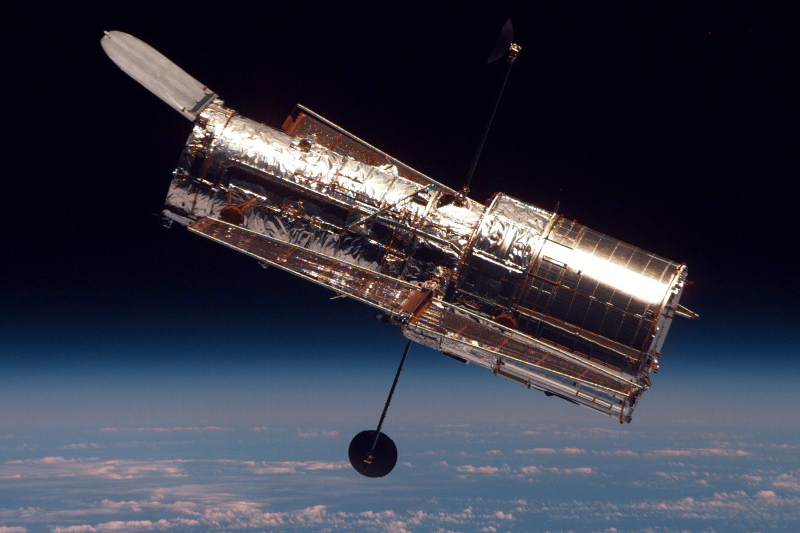
Hubbleův vesmírný dalekohled

- umělá družice
- kosmická sonda
- kosmická loď
- vesmírná stanice